# Villino Casati

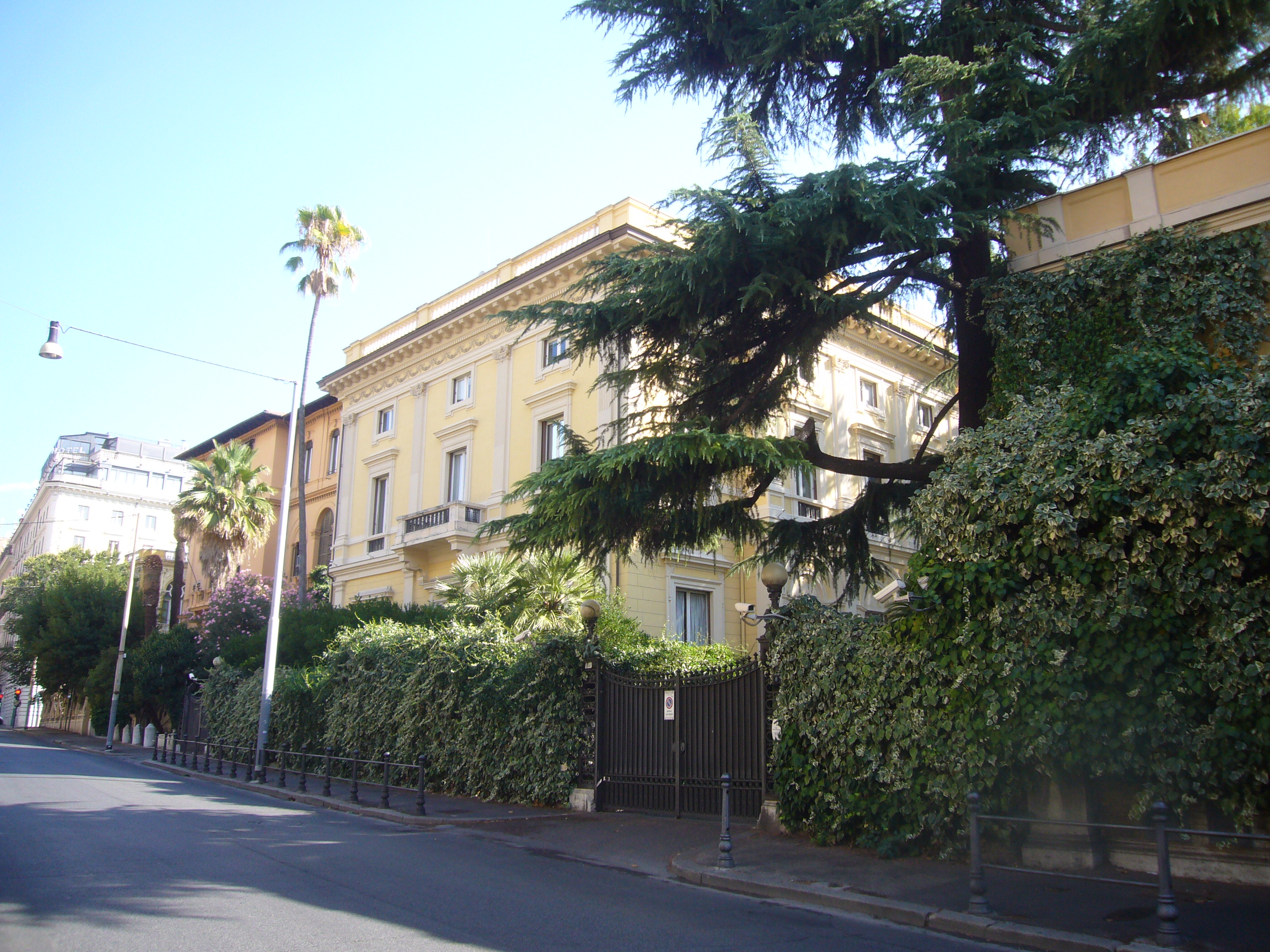
Vista do villino a partir da Via Piemonte.

Villino Casati é uma pequena villa com um palacete eclético localizada na altura do número 51 da Via Piemonte, no rione Sallustiano.

## História
Este palácio foi construído em 1906 pelo engenheiro Carlo Pincherle, pai de Alberto Moravia, com base num projeto do milanês Achille Majnoni d'Intignano (1855-1935) por encomenda da família Casati Stampa di Soncino e se tornou a residência romana da marquesa Luisa Casati, famosa colecionadora de arte e patrocinadora das artes. 
Entre os expoentes da agitada vida cultural romana do início do século XX, muitos se hospedaram no Villino Casati, incluindo Gabriele D'Annunzio. Atualmente, o edifício abriga escritórios particulares e só está aberto ao público em ocasiões especiais.

## Descrição
A estrutura se apresenta no formato de um paralelepípedo com dois pisos mais um piso subsolo e um ático coroado por uma balaustrada acima do beiral. Ele está posicionado perpendicularmente em relação ao eixo da Via Piemonte, com uma fachada menor de frente para ela. A principal fica de frente para o jardim, voltada para o sul, e é caracterizada por um curto corpo avançado seguido por um pronau com uma escada ornado por quatro colunas toscanas em travertino e encimado por um terraço, este também cercado por uma balastrada. O acesso principal fica justamente ali, com uma entrada de serviço do outro lado, na fachada norte.
Dois portões em ferro forjado se abrem na Via Piemonte dando acesso às fachadas sul e norte através de duas vielas que se encontram no jardim, este decorado com altas palmeiras. O estilo deste villino se inspira num sóbrio classicismo, com a fachada demarcada por lesenas e cornijas marcapiano. No interior estão decorações em estuque, afrescos e pisos de mármore ou em parquet. Contudo, todo o mobiliário original se dispersou ao longo dos anos.